# Nancy Cuomo
Nancy Cuomo, vero nome Maria Cuomo (Piedimonte d'Alife, 9 maggio 1949), è una cantante e produttrice discografica italiana.

## Carriera
Ultima di cinque figli (gemella di Michele), entra giovanissima nel mondo della musica, inizialmente con un complesso beat-pop composto da amici (Maria Cuomo e I Paladini), con i quali si esibisce nelle feste paesane e nei locali del Casertano. Dopo essersi diplomata in ragioneria, si trasferisce a Napoli dopo aver ottenuto un contratto discografico con la KappaO, per la quale pubblica i primi dischi (diversi 45 giri e due 33 giri) e con cui già collaborava da un paio d'anni, impegnata in diversi spettacoli.
Nell'estate del 1966 Nancy si trasferisce a Roma, dove ottiene una scrittura presso il locale Kilt prima e per il Piper Club poi, esibendosi insieme ad altri giovani nomi emergenti della beat generation italiana. Notata da Nico Fidenco (che per anni sarà il suo pigmalione e che, insieme ai discografici della Parade, le suggerirà il nome d'arte di Nancy) incide Love Love Bang Bang per la colonna sonora del celebre film-commedia Kiss Kiss... Bang Bang (1966). Con lo stesso brano, poi, ottiene notevole successo al programma-concorso radiofonico "U.N.C.L.A. (Unione Nazionale Compositori, Librettisti e Autori) per Canzoni Nuove" del 1967 che annualmente veniva organizzato dalla Rai per il lancio dei giovani talenti. Inizia in questo periodo la sua ascesa alla popolarità e l'inizio delle sue tournée in Italia e all'estero.
Nel 1968 sottoscrive un contratto con la casa discografica Fonit Cetra, vicina alla Rai che le assicura diverse apparizioni televisive e numerose partecipazioni radiofoniche; partecipa quindi al Girone B del Cantagiro 1968 con il brano Ieri, solo ieri, giungendo alla finale di Recoaro Terme e classificandosi prima tra le donne. Il brano riscuote subito notevole successo di ascolti e viene ripetutamente trasmesso dalle radio e dalla televisione; la casa discografica decide di distribuire per il grande circuito dei juke-box un 45 giri con questo brano di Nancy abbinato a Quando il vento suona le campane di Claudio Villa (il lato b originale del singolo, invece, contiene il brano Chiedi e ti darò, scritto per Nancy da Franco Bracardi e Pino Cassia). A settembre dello stesso anno è tra i partecipanti a Un disco per l'estate.

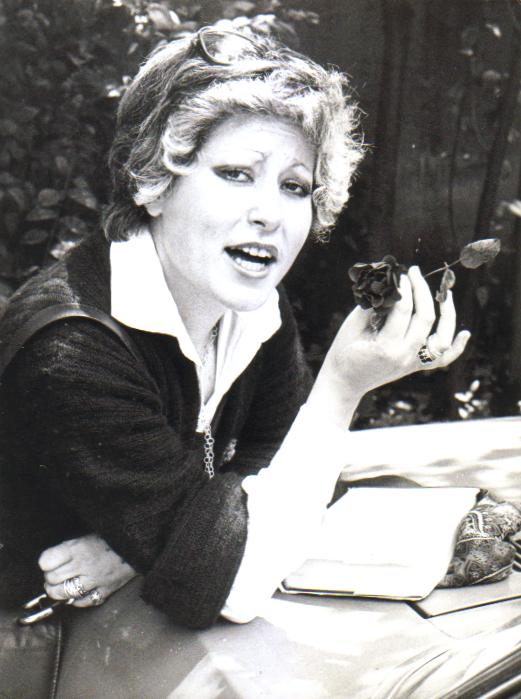
Nancy Cuomo nella sua casa romana nel 1972

L'anno del maggior successo è, per Nancy, il 1969: vince il premio La Caravella d'Oro presso il Nuovo Lido di Genova come voce femminile dell'anno e e giunge alla finale di Settevoci condotta da un esordiente Pippo Baudo, dove risulta campionessa per diverse puntate. Viene scelta, allora, tra tutti i cantanti in auge del momento e una sua foto finisce sull'album delle Figurine Panini edizione 1969, tra i maggiori artisti della Fonit Cetra insieme a Claudio Villa, Gianni Pettenati e Marisa Sannia. Nell'estate di quell'anno, unica cantante donna italiana (tra gli uomini fu selezionato Lorenzo Pilat e, tra i complessi, il gruppo progressive dei De De Lind) viene scelta dalla Mercury Records (gruppo Phonogram), celebre casa discografica di Chicago, con cui firma un contratto ed incide la canzone Concerto d'autunno con parole di Danpa e musica di Camillo Bargoni: lo stesso autore del brano le invia una lettera di encomio in cui si congratula per la mirabile interpretazione tra le oltre cinquecento versioni pubblicate in tutto il mondo.
Nell'autunno del 1970 affianca Renzo Arbore nel programma radiofonico di musica rock Per voi giovani e vince, in seguito, il primo premio al Festival della Musica di Melfi. Viene selezionata per incidere la sigla finale (Avengers) della serie televisiva Agente speciale, trasmessa dalla Rai nella stagione televisiva 1969-70.
Nello stesso periodo, Nancy incide il brano "Come una rondine", un altro successo radiofonico (musica di Giorgio Logiri) scritto per lei dal maestro Ermanno Parazzini: la popolarità radiofonica del pezzo raggiunge vette insperate, tanto che il cantante fiammingo Joe Harris, durante una tournée in Italia con la sua band (il complesso The Pink Umbrellas), incontrando Nancy sul palco di una kermesse musicale a Milano, si esibisce con lei in un inedito duo proprio cantando questo brano. Tornato in Belgio, nel 1971 Harris decide di incidere a sua volta la canzone di Nancy, mantenendone la musica e il titolo originale, ma facendo tradurre il testo in lingua tedesca dal paroliere Tony Linker e inserendola nell'album Eerst zien en dan geloven, pubblicato per l'etichetta Polydor Records; e così, anche nella versione tedesca, grazie ad Harris e al suo gruppo, il brano ottenne un inatteso trionfo in giro per l'Europa.
Nel 1970, Nancy riceve anche la cittadinanza onoraria dalla sua cittadina natale. Nello stesso anno giunge poi alle selezioni per il Festival di Sanremo al quale avrebbe dovuto partecipare in coppia con Orietta Berti, cantando il celebre brano Tipitipitì, ma all'ultimo momento, per volontà delle case discografiche, fu sostituita da Mario Tessuto, Anche nell'anno successivo, fu convocata da Ezio Radaelli e Gianni Ravera alle selezioni per partecipare al Festival, ma fu tra i numerosi "scontenti eccellenti" di quell'anno, tra i quali ricordiamo Mireille Mathieu, James Brown, Ombretta Colli e altri grandi nomi della musica leggera.
In Rai, nel febbraio del 1971, la troviamo nel programma musicale Tanto per cambiare con Renzo Palmer e Maurizio Costanzo. Nell'estate successiva, parte per il suo primo tour internazionale: canta in diversi Paesi europei (Inghilterra, Francia, Polonia, Jugoslavia e Spagna; in quest'ultimo Paese riscuote un imprevisto successo e si intrattiene per diversi mesi, partecipando a vari spettacoli televisivi e incidendo anche un 45 giri di successo con il nome d'arte di Mary Featt, dal cognome della madre Consuelo (Fetta). Ritornata in Italia, nel settembre del 1972 partecipa alla Mostra Internazionale di Musica Leggera, appuntamento canoro che si svolge ancora oggi a Venezia (conosciuto anche con il nome di Gondola d'Oro) e che integra la serie di manifestazioni e di spettacoli legati alla Biennale di Venezia. Dal 1973 e per alcuni anni fu testimonial di un noto Carosello: “Fairy, il sapone al seltz” con uno slogan che divenne un tormentone pubblicitario televisivo («Sentitevi così, sentitevi al seltz, che meraviglia sentirsi così, che gioia sentirsi al seltz, con Fairy!»).
Nel 1974, in collaborazione con Manuel De Sica e il maestro Alessandro Blocksteiner, incide un long playing con 12 brani tra cui Il viaggio (che sarà colonna sonora del film Il viaggio) e Love is a many splendored thing (L'amore è una cosa meravigliosa), versione italiana della colonna sonora dell'omonimo film del 1955. Sempre nel 1974 partecipa al programma radiofonico Buongiorno con... in coppia con il cantautore Renato Pareti. Nel 1975, a seguito dell'improvvisa morte del suo produttore, il dott. Leopoldo Buttaro, decide di allontanarsi dalle scene, dedicandosi alla sua vita privata. La pausa discografica durerà alcuni anni nel corso dei quali, però, Nancy non ha mai interrotto le sue esibizioni live sia in l'Italia che all'estero né le sue partecipazione a programmi radiofonici e revival. Tra le sue tournée più importanti di questo periodo, ricordiamo sicuramente quella durata circa tre mesi, nel 1979, negli Stati Uniti: dall'estate all'autunno di quell'anno si esibì nei più grandi teatri di sei grandi città americane (nell'ordine: Boston, Philadelphia, Chicago, New York, Washington e New Orleans). Il successo avuto come interprete della canzone italiana all'estero fa sì che, tornata in Italia, vince il trofeo dedicato al regista e produttore teatrale Remigio Paone: l'evento viene trasmesso dalla Rai nella trasmissione Incontri internazionali dello spettacolo. Torna, dunque, sul mercato con il singolo Prendimi composto da Michele Armetta per l'etichetta indipendente internazionale Mia Records: il singolo viene lanciato durante una puntata della trasmissione televisiva Domenica in su Rai 1, condotta quell'anno da Corrado. Dopo pochi mesi ritorna in tv come testimonial della campagna pubblicitaria dell'azienda “Bevande Sasso”. Nel 1980 viene ingaggiata dalla Hilton Records e, contemporaneamente, insieme al marito e alla showgirl Lucia Cassini, fonda l'Associazione Culturale G.M.C.C., promotrice di varie rassegne ed eventi culturali.
Dopo le tournée estive del 1982 e 1983, Nancy si manterrà fuori da ogni apparizione pubblica per oltre un decennio, preferendo lavorare dietro le quinte e ciò fino al 1994 quando, invitata dagli autori, partecipa alla trasmissione Magazine 3 in onda su Rai 3, una vetrina televisiva sugli artisti del passato. Nel 1995 crea un'etichetta discografica indipendente, la Nancy Cuomo Music, con l'obiettivo di autoprodursi e ritornare nel campo e con la volontà di incoraggiare e lanciare giovani interpreti di talento. Nell'aprile del 1996 partecipa alla trasmissione televisiva Fuori dai denti su Rai 2 dove si esibisce con Memo Remigi, Franco Oppini e Ninì Zironi, interpretando Aggiungi un posto a tavola. Nel dicembre 1997 prende parte al varietà radiofonico serale di Radio Due condotto da Umberto Broccoli Stasera a Via Asiago 10, in occasione di Telethon di cui si fa testimonial devolvendo parte degli incassi del suo cd che uscirà di lì a pochi mesi; tale lavoro, dal titolo Parlami ancora, contiene brani a sfondo sociale, tre dei quali sono stati scritti dal figlio Gerry e ne rappresentano l'esordio come autore di testi. In seguito decide di concentrare la sua attività nella promozione di spettacoli dal vivo.
Nel 2000, insieme all'attore Mario Donatone, è protagonista del recital Canti del Cielo, realizzato in occasione del Giubileo del 2000 e promosso in vari teatri, che ottiene la concessione del Patrocinio della Provincia di Roma. Un'altra delle sue importanti iniziative è avvenuta nel 2007, quando propone uno spettacolo musico-teatrale (di cui è coautrice) dal titolo L'eco di Roma, un canto semplice semplice che rappresenta un primo omaggio della cantante alla sua città adottiva. Lo spettacolo musical-teatrale è composto da canzoni e poesie romane, scritti ed aneddoti antichi che abbracciano l'universo della romanità. Nasce, sempre nel 2007, l'Associazione Musicale Frammenti Sonori (della quale è socia fondatrice insieme al marito e al figlio Gerry) e che si prefigge come scopo di ampliare e intensificare gli orizzonti d'incontro e confronto, di ricerca, di suggestive azioni e sinergie tra gli artisti.
Nancy Cuomo, insieme all'attrice e amica Simona Marchini, l'8 dicembre 2008, è stata insignita dal Comune di Roma del premio Stella dello Spettacolo, manifestazione che ogni anno premia benemeriti cittadini romani che si sono distinti in maggior misura nelle proprie categorie.
Nel febbraio 2009 dopo numerose esperienze legate alla produzione discografica di artisti emergenti, torna con un nuovo album dal titolo Aria di Roma, dedicato alla canzone romana e che lancia il 23 febbraio 2009 al Teatro dell'Angelo di Roma, insieme all'omonimo spettacolo scritto dal prof. Marcello Teodonio, grande conoscitore della cultura romana e fondatore del centro studi intitolato all'esimio poeta romano Giuseppe Gioacchino Belli.
Ottiene la concessione del Patrocinio della Provincia di Roma, del Consiglio Regionale del Lazio e del Comune di Roma (Assessorato Politiche culturali e Municipio XVII); dal 2009 è impegnata nella sua tournée-omaggio alla canzone romana in giro per i teatri d'Europa.
Nel dicembre 2010, Nancy è stata il presidente di giuria del concorso canoro Roma suona dal mondo, indetto dall'associazione culturale MakeNoise con il proposito di divulgare e incoraggiare la cultura dell'integrazione tra i popoli attraverso la musica; nella serata finale, tenutasi presso la nota discoteca romana Alpheus, prima della premiazione l'artista si è esibita insieme alla Brassmati Aw!rkestra in un ensemble acustico che ha spaziato dal funk alle percussività afro-beat contaminate da arrangiamenti jazz.
Nella sua carriera ha avuto sodalizi artistici di grande calibro tra cui Franco Bracardi, Nico Fidenco, Manuel De Sica, Tony Cucchiara, Alberto Testa, Franca Evangelisti, Michele Lacerenza, Bruno Nicolai, Gianni Musy, Vito Pallavicini, Gianni Ferrio, Federico Monti Arduini, Antonio Coggio, Ermanno Parazzini, Giorgio Logiri, Alessandro Alessandroni, Gian Piero Reverberi, Alessandro Blocksteiner, Danpa, Camillo Bargoni, Aldo Tirone e tantissimi altri. Come produttrice discografica, invece, ha sempre sostenuto l'ascesa di giovani come il cantautore Davide Mottola (suo figlio), il gruppo rock Tutania, il pianista Giovanni Monti, la cantante Loretta Moriconi, l'Orchestra Jazz Red Pellini, il gruppo di musica popolare Tris Music Band e tanti altri.
Nel marzo del 2017 ritorna sulle scene con il recital “Cin…quanta voglia di Cantare!“, realizzato in occasione del suo cinquantennale di attività artistica. Alla serata evento del 24 marzo, tenutasi all’Antica Stamperia Rubattino di Roma, hanno partecipato Edoardo De Angelis, Davide Mottola e Claudio Scarpa.
Nel 2019 Nancy prosegue la sua attività di ricerca di nuove espressioni e ampliamento del suo orizzonte artistico. Ecco l’abbraccio umano e musicale con gli Statale 66, con i quali ha realizzato una nuova versione del brano “Love Love Bang Bang” .

## Discografia

### Album (LP e CD)
- 1965: Il Juke Box (KappaO, LP - ES-20056-71)
- 1966: Sanremo '66 (KappaO, LP - cod. MOE-2)
- 1967: Stereo Cinema Parade (Parade, LP - FPRS-311)
- 1968: Cantagiro '68 (CGD, LP - 25811)
- 1974: Viaggio nell'amore (Erre, LP - RRL-2014)
- 1975: L'amore è una cosa meravigliosa (Erre, LP - BSL-2014)
- 1980: Prendimi, tienimi (Hilton Record, LP - HJK-0155))
- 1996: E nisciuno vo' sentì (Nancy Cuomo Music, CD/MC - NC001)
- 1999: Parlami ancora (Nancy Cuomo Music, CD - CG20376)
- 1999: Our Man From R.O.M.E. (Cereaton - Germany, CD - CTLS0301)
- 1999: Love Love Bang Bang - Soundtracks Compilation (Listeners Club – Japan, CD - SLSC7301)
- 2000: Canti del cielo (Nancy Cuomo Music, CD - RF16942)
- 2005: Cine Jazz (GDM Music, CD - GDM2055)
- 2006: The Spy Movie Collection (Verita Note - Japan, CD - CPC81090)
- 2007: Movie Songs Book (Gemelli, CD - GG2505)
- 2009: Aria di Roma (La Semicroma Label, CD - FC170410)

### Singoli
- 1964 - Non ho l'età (per amarti)/Le tristi notti - Dischi KappaO (cod. U-1047)
- 1964 - Città vuota (It's a lonely town)/È inutile - Dischi KappaO (cod. K-10.009)
- 1965 - Il surf del filone/Scusami se sono bambina - Dischi Fans (cod. UK-1526)
- 1965 - Le tristi notti/Non ho l'età (per amarti) - Dischi KappaO (cod. MA-30001)
- 1965 - Non lasciarmi così/Il nuovo ballo - Dischi KappaO (cod. K-10.013)
- 1965 - Si fa sera/Ti senti sola stasera - Dischi KappaO (cod. ES-20056)
- 1965 - Lui/La finta tonta (Surfin Senorita) – Dischi KappaO (cod. ES-20057)
- 1965 - Strana/La danza di Zorba - Dischi KappaO (cod. ES-20058)
- 1965 - Plip/Supercalifragilistic-espiralidoso - Dischi KappaO (cod. ES-20066)
- 1965 - Il silenzio (fuori ordinanza)/Stasera con te – Dischi KappaO (cod. ES-20067)
- 1965 - Solo tu/Occhi miei – Dischi KappaO (cod. ES-20068)
- 1965 - Ogni mattina/Non voglio nascondermi – Dischi KappaO (cod. ES-20068)
- 1965 - Viva la pappa col pomodoro/Giro... girotondo – Dischi KappaO (cod. ES-20070)
- 1966 - Io ti darò di più/Adesso sì – Dischi KappaO (cod. ES-20072)
- 1966 - Nessuno mi può giudicare/Una rosa da Vienna – Dischi KappaO (cod. ES-20073)
- 1966 - In un fiore/Così come viene – Dischi KappaO (cod. ES-20074)
- 1966 - Nessuno di voi/A la buena de Dios – Dischi KappaO (cod. ES-20075)
- 1966 - Dio come ti amo/Parlami di te – Dischi KappaO (cod. ES-20076)
- 1966 - Love Love Bang Bang/Kiss me Warren, please! - Dischi Parade (cod. PRC-5003)
- 1966 - Bada Caterina/Anche se mi vuoi – Dischi Parade (cod. PRC-5016)
- 1968 – Ieri, solo ieri/Chiedi e ti darò – Dischi Fonit Cetra (cod. SP-1374)
- 1968 – Quando il vento suona le campane (con Claudio Villa)/Ieri, solo ieri – Dischi Fonit Cetra (cod. JB-274)
- 1969 – Come una rondine/Se ti ho bruciato il cuore – Dischi Mercury Records (cod. MCF– 131301)
- 1969 – Concerto d'Autunno/Avengers (Agente Speciale) – Dischi Mercury Records (cod. MCF-131302)
- 1969 – Avengers (Agente Speciale)/La mia Stagione (feat. "Le Macchie Rosse") – Dischi RCA (cod. PM 3498)
- 1970 – Io ti voglio (Je te Veux)/Come una Rondine – Dischi RCA (cod. PM 3507)
- 1970 – Concerto d'Autunno/Ho gli occhi chiusi (con Alain Bashung) – Dischi Phonogram (cod. ASC-105)
- 1970 – Se t'ho bruciato il cuore/Come una rondine con Joe Harris – Dischi Mercury Records (cod. MCF-131302)
- 1971 – Questo vecchio pazzo mondo/Ho amato e t'amo – Dischi Jolly (cod. J-20473)
- 1972 – Almeno io/Un tipo come te – Dischi Erre (cod. BS-3057)
- 1972 – La grande città/Una notte tra noi due – Dischi Bis (cod. BS-1001)
- 1972 – Almeno io/Un tipo come te – Dischi Bis (cod. BS-3057)
- 1972 – Un tipo come te/Almeno io (con Michele Lacerenza) – Dischi Bis (cod. BS-1003)
- 1972 – Questo vecchio pazzo mondo/La grande città – Dischi Bis (cod. BS-1005)
- 1973 – It Takes Too Long to Learn to Live Alone/Yes, I will - Dischi Hello Records (cod. HR-9114)
- 1973 – Almeno io/Un tipo come te – Erre (cod. RR-3057)
- 1974 – Viaggio con te/Un amore incosciente – Erre (cod. RR-3069)
- 1979 – L'uomo sui trampoli/Prendimi – Dischi Mia Records (cod. M-1547)
- 1984 – Prendimi, tienimi/Io e te tu e lei – Dischi Hilton Records (cod. XD-8577)
- 1998 – Parlami ancora/Mio figlio - Dischi Nancy Cuomo Music (cod. BJK-0905)
- 1998 – Uè nennè/Bella notte - Dischi Nancy Cuomo Music (cod. BJK-3009)
- 2000 – Canto del cielo/Aria di festa - Dischi Nancy Cuomo Music (cod. BJK-0205)
- 2009 – Aria di Roma/Aria di Roma (strumentale) – Dischi La Semicroma Label (cod. FG-1109)